# فريتز برينر
فريتز برينر (بالألمانية: Fritz Brenner)‏ هو عالم أمراض وطبيب ألماني، ولد في 16 ديسمبر 1877 في أوستهوفن في ألمانيا، وتوفي في 26 ديسمبر 1969 في جوهانسبرغ في جنوب أفريقيا.